# لایتی
لایتی (به انگلیسی: lighttpd) یک نرم‌افزار کارساز وب است که به صورت آزاد منتشر می‌شود. این کارساز وب برای محیطهایی بهینه شده‌است که سرعت پاسخگویی به درخواست‌ها از اهمیت بالایی برخوردار است. لایتی در اصل توسط جان نشک به عنوان یک شاهدمثال برای مشکل سی ۱۰ کا نوشته شد. مشکل سی ۱۰ کا عنوان می‌کند که چگونه می‌توان در یک سرویس‌دهنده وب، به صورت همزمان به ۱۰٫۰۰۰ درخواست پاسخ داد. اما هم‌اکنون به محبوبیت جهانی دست یافته‌است. این کارساز وب مقدار کمی حافظه مصرف می‌کند و بار کمی به پردازنده تحمیل می‌کند. این ویژگی‌ها باعث شده لایتی برای محیطهایی که دچار کمبود منابع هستند مناسب باشد. لایتی تحت پروانه بی‌اس‌دی عرضه می‌شود و یک نرم‌افزار آزاد است. این کارساز وب علاوه بر سیستم‌عاملهای شبه یونیکس، بر روی مایکروسافت ویندوز هم اجرا می‌شود. تعدادی ار وب‌سایت‌های پرترافیک دنیا مانند یوتیوب و ویکی‌مدیا بر روی تعدادی از سرورهای خود از لایتی استفاده می‌کنند.